# Logis de la Cour (Savennières)
Pour les articles homonymes, voir Logis de la Cour.
Le logis de la Cour est une maison située à Savennières, en France.

## Localisation
La maison est située dans le département français de Maine-et-Loire, sur la commune de Savennières.

## Historique
L'édifice est inscrit au titre des monuments historiques en 1986.